# Danh sách Chủ tịch Knesset
Chủ tịch Knesset (Tiếng Hebrew:  יוֹשֵׁב רֹאשׁ הכנסת, Yoshev Rosh HaKnesset) là người đứng đầu Knesset, quốc hội của nhà nước nhất viện Isarel. Chủ tịch Knesset cũng kiêm luôn chức vụ Tổng thống Isarel khi Tổng thống không có khả năng điều hành đất nước nữa. Hiện chủ tịch Knesset là ông Mickey Levy, người được quốc hội Isarel lựa chọn giữ chức từ ngày 13 tháng 6 năm 2021.
Cho đến thời điểm hiện tại, chỉ có Nahum Nir của Liên minh Lao động (Ahdut HaAvoda) và Benny Gantz của Liên minh Xanh & Trắng là những chủ tịch không đến từ các liên minh chiếm thế đa số của Knesset, mặc dù trong các trường hợp của Avraham Burg (của Liên minh Một Israel) và Reuven Rivlin (của Đảng Likud) thì đảng mà họ là thành viên mất thế đa số tại quốc hội trong thời gian nắm quyền.
Chủ tịch Quốc hội Isarel trên lý thuyết thì sẽ có hành động với vai trò là một chính trị gia trung lập, tuy nhiên trên thực tế thì nhiều khi họ lại có thể tham gia các cuộc tranh luận và có quyền tham gia bầu cử.
Chức vụ hỗ trợ chính cho chủ tịch Quốc hội là các Phó Chủ tich Knesset (hiện đang có 10 người giữ chức vụ này). Chức vụ Phó Chủ tịch này được lựa chọn sao cho tổng hòa lợi ích của các thành viên đảng phái trong Quốc hội Isarel. Cùng với chức vụ Chủ tịch, họ là những người cấu thành nên Đoàn Chủ tịch Isarel.

## Các Chủ tịch Knesset (1949–nay)
Tổng cộng có 20 người đã giữ chức vụ Chủ tịch Isarel, với Reuven Rivlin và Yariv Levin là các chủ tịch quốc hội không qua bầu cử tới 2 lần
| Chủ tịch (Sinh – mất)                                                 | Chân dung   | Nhiệm kỳ làm việc (Thời gian làm việc)                      | Đảng | Đảng                  | Knesset        |
| --------------------------------------------------------------------- | ----------- | ----------------------------------------------------------- | ---- | --------------------- | -------------- |
| Yosef Sprinzak (8 tháng 12 năm 1885 – 28 tháng 1 năm 1959)            | không khung | 14 tháng 2 năm 1949 – 28 tháng 1 năm 1959 9 năm, 348 ngày   |      | Mapai                 | 1,2,3          |
| Nahum Nir (17 tháng 3 năm 1884 – 10 tháng 7 năm 1968)                 | không khung | 2 tháng 3 – 30 tháng 11 năm 1959 273 ngày                   |      | Ahdut HaAvoda         | 3              |
| Kadish Luz (17 tháng 3 năm 1884 – 10 tháng 7 năm 1968)                | không khung | 30 tháng 11 năm 1959 – 17 tháng 11 năm 1969 9 năm, 352 ngày |      | Mapai, Liên kết       | 4,5,6          |
| Kadish Luz (17 tháng 3 năm 1884 – 10 tháng 7 năm 1968)                | không khung | 30 tháng 11 năm 1959 – 17 tháng 11 năm 1969 9 năm, 352 ngày |      | Mapai, Liên kết       | 4,5,6          |
| Reuven Barkat (25 tháng 10 năm 1906 – 5 tháng 4 năm 1972)             | không khung | 17 tháng 11 năm 1969 – 5 tháng 4 năm 1972 2 năm, 140 ngày   |      | Liên kết              | 7              |
| Yisrael Yeshayahu Sharabi (20 tháng 4 năm 1908 – 20 tháng 6 năm 1979) | không khung | 9 tháng 5 năm 1972 – 13 tháng 6 năm 1977 5 năm, 35 ngày     |      | Liên kết              | 7,8            |
| Yitzhak Shamir (22 tháng 10 năm 1915 – 30 tháng 6 năm 2012)           | không khung | 13 tháng 6 năm 1977 – 10 tháng 3 năm 1980 2 năm, 271 ngày   |      | Likud                 | 9              |
| Yitzhak Berman (3 tháng 6 năm 1913 – 4 tháng 8 năm 2013)              | không khung | 12 tháng 3 năm 1980 – 20 tháng 7 năm 1981 1 năm, 130 ngày   |      | Likud                 | 9              |
| Menachem Savidor (20 tháng 8 năm 1917 – 2 tháng 11 năm 1988)          | không khung | 20 tháng 7 năm 1981 – 13 tháng 8 năm 1984 3 năm, 24 ngày    |      | Likud                 | 10             |
| Shlomo Hillel (23 tháng 4 năm 1923 – 8 tháng 2 năm 2021)              | không khung | 11 tháng 9 năm 1984 – 20 tháng 11 năm 1988 4 năm, 70 ngày   |      | Liên kết              | 11             |
| Dov Shilansky (21 tháng 3 năm 1924 – 9 tháng 12 năm 2010)             | không khung | 21 tháng 11 năm 1988 – 13 tháng 7 năm 1992 3 năm, 235 ngày  |      | Likud                 | 12             |
| Shevah Weiss (sinh 5 tháng 7 năm 1935)                                | không khung | 13 tháng 7 năm 1992 – 24 tháng 6 năm 1996 3 năm, 347 ngày   |      | Công nhân             | 13             |
| Dan Tichon (sinh 5 tháng 1 năm 1937)                                  | không khung | 24 tháng 6 năm 1996 – 7 tháng 6 năm 1999 2 năm, 348 ngày    |      | Likud                 | 14             |
| Avraham Burg (sinh 19 tháng 1 năm 1955)                               | không khung | 6 tháng 7 năm 1999 – 17 tháng 2 năm 2003 3 năm, 216 ngày    |      | Một Israel, Công nhân | 15             |
| Avraham Burg (sinh 19 tháng 1 năm 1955)                               | không khung | 6 tháng 7 năm 1999 – 17 tháng 2 năm 2003 3 năm, 216 ngày    |      | Một Israel, Công nhân | 15             |
| Reuven Rivlin (sinh 9 tháng 9 năm 1939)                               | không khung | 19 tháng 2 năm 2003 – 4 tháng 5 năm 2006 3 năm, 74 ngày     |      | Likud                 | 16             |
| Dalia Itzik (sinh 20 tháng 10 năm 1952)                               | không khung | 4 tháng 5 năm 2006 – 30 tháng 3 năm 2009 2 năm, 330 ngày    |      | Kadima                | 17             |
| Reuven Rivlin (sinh 9 tháng 9 năm 1939)                               | không khung | 30 tháng 3 năm 2009 – 5 tháng 2 năm 2013 3 năm, 312 ngày    |      | Likud                 | 18             |
| Yuli-Yoel Edelstein (sinh 5 tháng 8 năm 1958)                         | không khung | 18 tháng 3 năm 2013 – 25 tháng 3 năm 2020 7 năm, 7 ngày     |      | Likud                 | 19, 20, 21, 22 |
| Benny Gantz (sinh 9 tháng 6 năm 1959)                                 | không khung | 26 tháng 3 năm 2020 – 17 tháng 5 năm 2020 52 ngày           |      | Xanh & Trắng          | 23             |
| Yariv Levin (sinh 22 tháng 6 năm 1969)                                | không khung | 17 tháng 5 năm 2020 – 13 tháng 6 năm 2021 1 năm, 27 ngày    |      | Likud                 | 23, 24         |
| Mickey Levy (sinh 21 tháng 6 năm 1951)                                | không khung | 13 tháng 6 năm 2021 – 13 tháng 12 năm 2022 1 năm, 183 ngày  |      | Yesh Atid             | 24             |
| Yariv Levin (sinh 22 tháng 6 năm 1969)                                |             | 13 tháng 12 năm 2022 – 29 tháng 12 năm 2022 16 ngày         |      | Likud                 | 25             |
| Amir Ohana (sinh 15 tháng 3 năm 1976)                                 |             | 29 tháng 12 năm 2022 – Tại nhiệm 2 năm, 67 ngày             |      | Likud                 | 25             |